# Mecanismo de movimiento alternativo
El mecanismo de movimiento alternativo, también llamado mecanismo de movimiento, es un movimiento repetitivo hacia arriba y hacia abajo o hacia delante y hacia atrás. Lo que permite que se puedan operar a motores alternativos. Los dos movimientos opuestos que conforman un ciclo de alternancia son llamados tiempos.
El movimiento alternativo es claramente visible en las máquinas de vapor primitivas, en particular horizontal motores estacionarios y locomotoras de vapor de cilindro exterior, ya que el cigüeñal (en este caso es la propia rueda) y la biela generalmente son visibles.
Matemáticamente, el movimiento alternativo es aproximadamente un movimiento armónico simple sinusoidal. Técnicamente, sin embargo, el movimiento alternativo producido por la rotación de un mecanismo de biela-manivela sale un poco del movimiento armónico simple debido al cambio de ángulo de la biela durante el ciclo.

## Conversión de un movimiento alternativo en movimiento circular y viceversa
Un mecanismo de movimiento alternativo se puede utilizar para convertir un movimiento alternativo en movimiento circular, o por el contrario, invertirlo y convertir un movimiento circular en movimiento alternativo.
- Mecanismo de biela-manivela (reversible)
- Mecanismo de yugo escocés (reversible)
- Mecanismo de Otto-Langen (de movimiento alternativo a circular - no reversible).
- Mecanismo de White
- Mecanismo de Cartwright